# Тюп-Тархан (полуостров)
Тюп-Тархан (укр. Тюп-Тархан, крымскотат. Tüp Tarhan, Тюп Тархан) — полуостров на северо-востоке Крымского полуострова.

## География
Полуостров имеет вытянутую с юго-запада на северо-восток форму, где северо-восточная оконечность глубоко вдается в акваторию залива Сиваш. Границами полуострова служат заливы Сивашаː места впадения рек Победная и Стальная — соответственно на западе и на востоке. Приустьевые участки рек Победная и Стальная периодически под действием ветра и сброса поливных вод заливаются.
Рельеф низменный с множеством солончаков, расположенных преимущественно у береговой линии, также есть ямы и курганы. Наивысшая точка — 8,2 м над уровнем моря. В зависимости от трактования границ полуострова, его территория будет включать земли с высотами 8,4 или 13,0 м.
Уровень береговой линии полуострова — 0,4 м ниже уровня моря, северо-восточная оконечность полуострова — 0,1 м ниже уровня моря. Береговая линия пологая, кроме участка у Мысового — обрывистая: северная и юго-западная — с пляжами высотой 3 и 4 м соответственно, южная — без пляжей высотой 4 м. У крайней северо-восточной оконечности полуострова присутствуют отмели.
По территории полуострова расположены система каналов (предположительно, осушительные; восточнее и юго-западнее Чайкино) и несколько прудов, закреплённых насыпями.
По полуострову проходит только одна дорога — дорога местного значения (с твёрдым покрытиемː до Чайкино — асфальт, далее вглубь полуострова — щебень) — вдоль юго-восточной окраины села Чайкино, северо-западной окраины села Мысовое и до крайней северо-восточной оконечности полуострова. Также есть ряд грунтовых дорог, с лесополосами вдоль них.
С юга от полуострова расположен природный парк регионального значения Калиновский.

## Население
На полуострове расположено два населённых пункта: Чайкино и Мысовое — сёла Джанкойского района Крыма. Также ранее были такие НП, ныне исчезнувшие: сёла Передовое (Тюп-Тархан) и Васильевка (Тюп-Акчора) — упразднённые в период с 1954 по 1968 года, село Корнеевка (Кельды-Бай) — ликвидировано после июня 1977 года, хутор Иргаклы.

## Природа
Полуостров является местом гнездования птиц: чаек, бакланов, куликов, крачек, уток.